# Los Tíos Queridos
Los Tíos Queridos fue un grupo de pop rock yeyé, originario de Buenos Aires, Argentina. Surgió a finales de década de los 50's. En los 70s participaron en el programa de TV Alta Tensión y en varios films de Palito Ortega. Tuvieron éxito en España y varias presentaciones en TVE. Sus temas más populares fueron El globo rojo, Vuelvo a vivir, vuelvo a cantar y Voy a pintar las paredes con tu nombre mi amor.

## Historia
El grupo Los Tíos queridos fue conformado originariamente por Joe Borsani, las hermanas Elena e Isabel Motti y Ricardo Catarineu, quien luego fue reemplazado por Roko. 
En sus inicios fueron apadrinados por Palito Ortega, a quien hacían los coros en sus presentaciones y grabaciones. Después del primer LP se alejó Roko, sustituido por Sergio Lara.
En la última etapa entró en las filas del grupo una cantante, María Teresa Campilongo, quien sería conocida posteriormente, ya en España, como Rubí, y con la que contrajo matrimonio Borsani. Ellos más Sergio Fachelli y Leticia Ottaviani renovaron el grupo ante el abandono de las chicas Motti.
Tocaron en numerosos programas de la época como Alta tensión (programa musical) conducido por Fernando Bravo. Participaron en las películas protagonizadas por Palito Ortega, Un muchacho como yoy Todo es Mentira en la que cantaron Voy a pintar las paredes con tu Nombre. En 1971 participaron en el film La familia hippie con el tema El amor me hace cantar. Grabaron seis discos y realizaron varias giras por toda América Latina.
En la década de los 70 el baterista oficial dejó el grupo convirtiéndose en el solista "Rabito" obteniendo un destacado éxito por haber grabado un tema llamado "Estrechandote". Fue reemplazado por el baterista Alfredo Marinelli quien venía del grupo Esencia junto a Víctor Lasear y Elio Impoco. Con Los Tíos Queridos viajó a España y América Latina para regresar al año siguiente.

## Disolución
Luego de algunos años el grupo se disolvió debido a la retirada de algunos integrantes y producto de varios cambios que resultaron perjudiciales para el mismo.Sumado a esto el golpe militar de 1976 que lo impulsó a vivir a España
El cantante Joe Borsani posteriormente formó otros grupos como Jungla, que luego cambió su nombre a Sissi, y también actuó como cantante solista.
En 1985 Borsani volvió a grabar para Hispavox Joe y las Tías Queridas (Hispavox, 1985), un EP de aire kitsch en el que revisa, en clave de humor, algunos de sus éxitos de su primer grupo, Los Tíos Queridos, como Si me ves volar, Yo quisiera ser muy libre o Voy a pintar las paredes, así como la canción Radioactividad, una de las incluidas en el LP de Sissi.
Corresponde también destacar sus virtudes como músico de sesión, y así integró un trío de tangos tocando su guitarra (siempre fue zurdo para tocar), junto a Luis Ramón Fernández Vallejos en contrabajo, y Osvaldo Grecco en bandoneón a inicios de los 90´s. 
Frecuentemente actuaban en TVE primera cadena, en programas como "la mañana" conducido por el popular Jesús Hermida. Fue tanto el éxito que tenía el trío de tangos, que fue convocado por Joan Manuel Serrat para hacer tango en la TVE sede en Barcelona.   
Joe Borsani fue encontrado muerto en Madrid el domingo 6 de junio de 2003 por su hermano, en su domicilio de Madrid. Habría fallecido por un infarto cardiorrespiratorio ocurrido durante un violento asalto en donde fue asfixiado con una prenda.

## discografía
- 1968. Hablando De Amor Con Los Tíos Queridos.[14]
- 1970. Te Regalo Una Fiesta.[15]
- 1971. Si me ves volar.[16]
- 2006. Joyas, Éxitos Y Rarezas. Compilación. España.[17]
- Año desconocido. Al Perú Con Amor - Compilación. Perú.[18]
- Año desconocido - Desde La Mitad Del Mundo. Compilación. Ecuador.[19]
- Año desconocido - Los Tíos Queridos - Compilación. Perú.[20]

## Sencillos y Ep's
- 1968. El Globo Rojo[21]
- 1968. Salud, Dinero Y Amor[22]
- 1968. Quien Me Lo Puede Explicar. EP.[23]
- 1968. El Caballito Blanco.[24]
- 1969. Voy A Pintar Las Paredes Con Tu Nombre.[25]
- 1970. Aquí En La Plaza.[26]
- 1970. Alain Delon.[27]
- 1971. Te Regalo Una Fiesta.[28]
- 1971. Me Voy A Morder La Lengua.[29]
- 1971. Si Me Ves Volar.[30]
- 1972. Yo Tenía Un Novio Que Tocaba En Un Conjunto Beat.[31]
- 1972. Que Haya Hogueras En La Noche.[32]
- 1976. El Que Baila En Tu Ventana.[33]